# A Turma do Balão Mágico (álbum de 1986)
A Turma do Balão Mágico (1986) é o quinto e último álbum do grupo infantil: A Turma do Balão Mágico. Trata-se também do último álbum de estúdio gravado na CBS, mas lançado em parceria da Som Livre (SIGLA). A formação do disco de 1986 continuou a do disco de 1985 (Simony, Jairzinho, Mike e Ricardinho). Depois de três meses do lançamento, Mike e Ricardinho saíram do grupo. Feito isso, Ricardinho nunca mais apareceu e ninguém sabe onde ele está. 
Este disco foi o primeiro sem divulgação em programas de TV, tendo como sua única divulgação um comercial na programação da Rede Globo. O álbum trazia como brinde um teatrinho para montar, com as letras das músicas na contracapa do mesmo. No disco do cantor espanhol, José Luis Perales lançado em Julho de 1986, a faixa: "Que Canten Los Niños" conta com as vozes-solos de todos os integrantes. Na versão do disco do grupo, ("O Que Cantam as Crianças") foram apagadas as vozes de Mike e Ricardinho. Simony saiu da Globo para assinar com a Rede Manchete, conflitando com a gravadora deles na época que lançou o vinil pela Som Livre (SIGLA), pertencente ao Grupo Globo. Ainda assim, sem divulgação, eles venderam 600 mil cópias do LP, que foi divulgado até Abril de 1987.
Ainda em 1987, Jairzinho e Simony voltaram como dupla, se apresentando em diversas redes televisivas.
Tempos depois, o grupo voltaria com uma nova formação, chamado inicialmente de A Nova Turma do Balão Mágico.

## Lista de faixas

### Lado A
1. Roda, Roda Pião
2. Boa Vida (tema do Gato Garfield)
3. Menina (Participação Especial: Léo Jaime)
4. Pa-ra-tchi-bum (Absrgavenny)
5. Putz, o Grande Mago (Puff, the Magic Dragon)
6. Flechas do Amor (Las Flechas Del Amor)

### Lado B
1. O Que Cantam as Crianças (Que Canten Los Niños - Participação Especial: José Luis Perales)
2. Felicidade (com Simone)
3. Salsita (Salsita)
4. Você é Música (Magnifica Serata)
5. Bate Palma (gravada em homenagem aos Trapalhões)
6. Papabaquigrifismo (Hola, Don Pepito)
7. Travesseiro

Todas as letras foram compostas especialmente para A Turma do Balão Mágico por Edgard B. Poças. À exceção de "Roda, Roda Pião", "Bate Palma" e "Travesseiro"